# Juan Fugl
Juan Fugl (danès: Hans Fugl) (Horslunde, Dinamarca, 24 d'octubre de 1811 – Copenhaguen, Dinamarca, 25 de gener de 1900) va ser un dels primers immigrants de la ciutat argentina de Tandil i va ocupar el càrrec d'intendent d'aquesta ciutat.
El seu pare era llaurador, per la qual cosa per ajudar a la seva família va haver de treballar des de nen exercint aquesta mateixa feina. Després de recuperar-se d'algunes malalties, va estudiar magisteri en un seminari. Amb idees colonitzadores va arribar a Argentina i es va instal·lar a Tandil, dedicant-se a la docència i a l'agricultura; allí va fundar la primera escola del poble i va construir la primera fleca. A Tandil encara es conserva el molí que ell mateix va fabricar. Va ser intendent i jutge de pau, a més d'ocupar altres càrrecs polítics.
En un viatge de visita a Dinamarca va contreure matrimoni amb una neboda. Va tenir vuit fills, un nen i set nenes, de les quals sis van morir a primerenca edat. El seu fill es va traslladar a Copenhaguen per rebre allí la seva educació secundària; aquesta ciutat va ser la triada per Fugl per acabar els seus dies.

## Trajectòria

### Arribada a l'Argentina

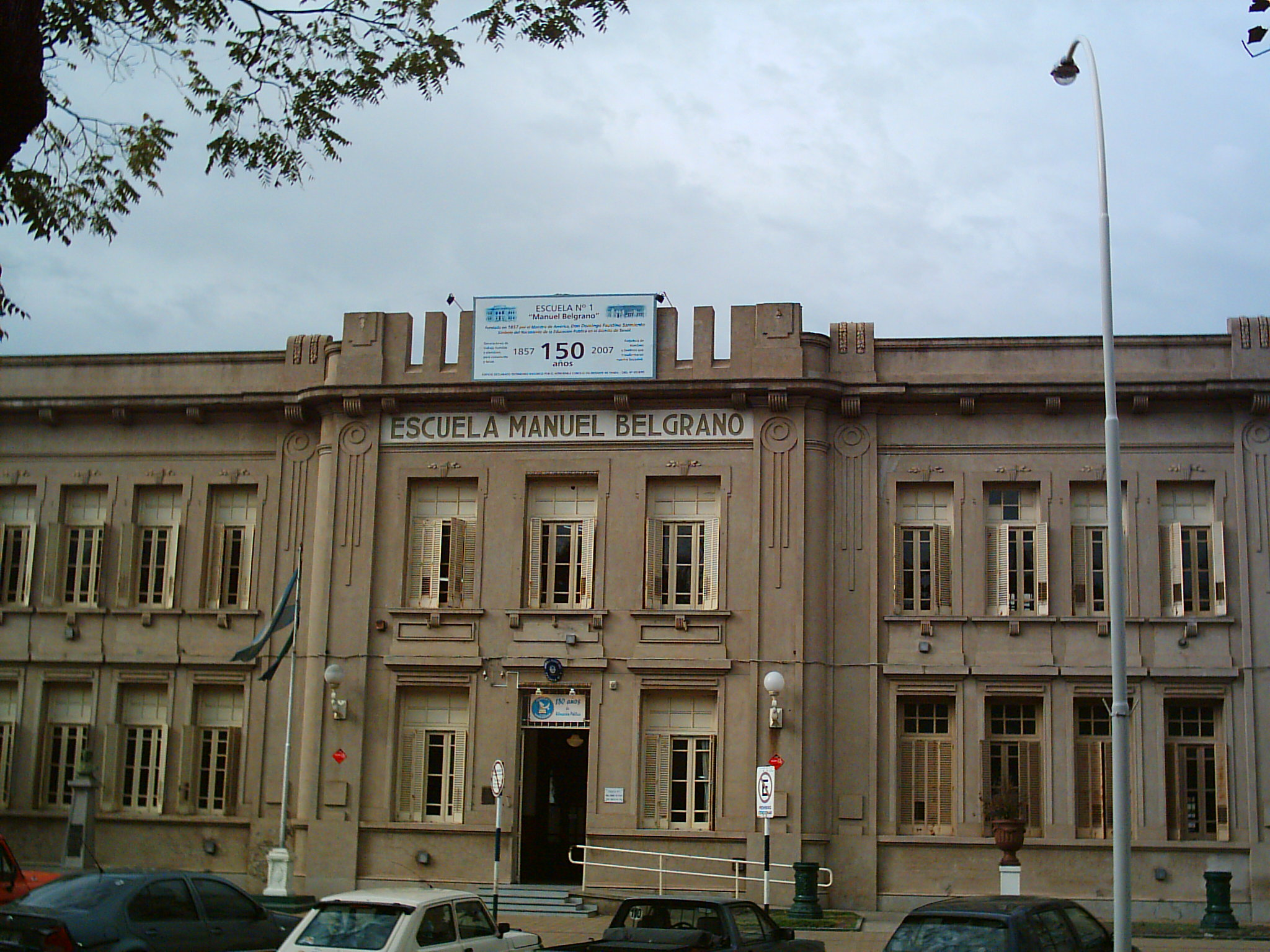
L'escola que va fundar Fugl.

Juan Fugl va arribar a l'Argentina a finals de 1844 al costat de tres persones: un metge amic de cognom Jacobsen, amb col·laborar a la revista Berlingske Tidende en un article sobre un marí que viatjava freqüentment a l'Argentina, i Christopher Holer, qui va ser recomanat a Fugl pels seus pares, que el coneixien del seu treball en una escola de l'illa de Falster. Saxild, un metge de Dinamarca resident a Buenos Aires, els va fer una carta de recomanació.
Saxild va ser una font d'informació i econòmica per als nouvinguts tot i que el tracte no va ser del tot cordial. Es van allotjar en una pensió limítrofa al port. Allí van fer contactes amb uns marins connacionals seus i altres alemanys per assentar-se a la ciutat de Buenos Aires, governada llavors per Juan Manuel de Roses. Van aconseguir després de diversos intents una ocupació com a peons de camp en una granja de Beider, un immigrant alemany. Aquest senyor va prometre associar-los com a agricultors parcers, cosa que no va complir en el temps estipulat. Fugl es va associar llavors amb Gjersing, qui arrendava una granja lletera al nord de la ciutat, i va treballar com a lleter. Una anècdota que es recorda és que va confondre la paraula peso per petó i li va vendre a una dama un litre de llet a canvi d'un petó.
A principis de 1846 va deixar de costat la societat amb Gjersing i va tornar a trobar-se amb Jacobsen, amb qui va arrendar una granja agrícola a Maldonado; aquest fet va durar poc perquè Jacobsen va optar per exercir la seva professió com a metge rural a l'interior de la província de Buenos Aires. Fugl el va ajudar econòmicament perquè pogués instal·lar-se amb la seva família en la campanya del sud. L'amistat va continuar i, cada cert període, es trobaven a Buenos Aires, on Jacobsen es proveïa de medicines.

### Arribada a Tandil
Fugl va pensar que havia de fer el mateix que el seu amic si volia aconseguir camps agrícoles: mudar-se a les pampes. Primer es va establir en Barrancosa, on es va dedicar a la fusteria i va conèixer a la vídua de Mosqueira, qui s'atenia amb Jacobsen i vivia a Tandil. Aquesta senyora coneixia Felipe Vetlla, que tenia estades, i a qui Roses havia nomenat jutge de pau. En aquest llavors el govern estava fent campanya per colonitzar la zona de Tandil i oferia terres als colons a canvi de sembrar blat; Fugl va aprofitar l'oportunitat a la fi de 1847 i es va radicar al llavors poble, on va construir una casa de palla i fang i va treballar com a agricultor. Vela li va atorgar una estada de quatre-centes vares.
Fugl va tornar a Barrancosa i més tard a Buenos Aires, on es va allotjar a la casa de Gjersing. Va invertir els seus estalvis en béns no peribles per revendre'ls al poble. En companyia d'un forner cognomenat Jorgensen va iniciar el retorn a Tandil, on van arribar al març de 1849. El comandant Parelles li va assignar a Jorgensen una granja veïna a la de Fugl. Com els danesos van construir les seves cases de forma diferent al que es feia en el lloc, rebien visites de curiosos entre els quals es trobava l'amo d'una botiga de pops, Narcís Domínguez. Els agricultors no eren molt comuns en aquesta zona, hi havia gautxos, bestiar i malons. Fugl va ser el primer agricultor danès de la zona i el primer a sembrar blat, va haver de construir solcs i filats, que no es coneixien en aquells dies en aquesta zona, i a més fer-li a enfront dels gautxos, als seus animals i als malons, perquè no arruïnessin els seus sembrats.

### Trajectòria com a comerciant i agricultor

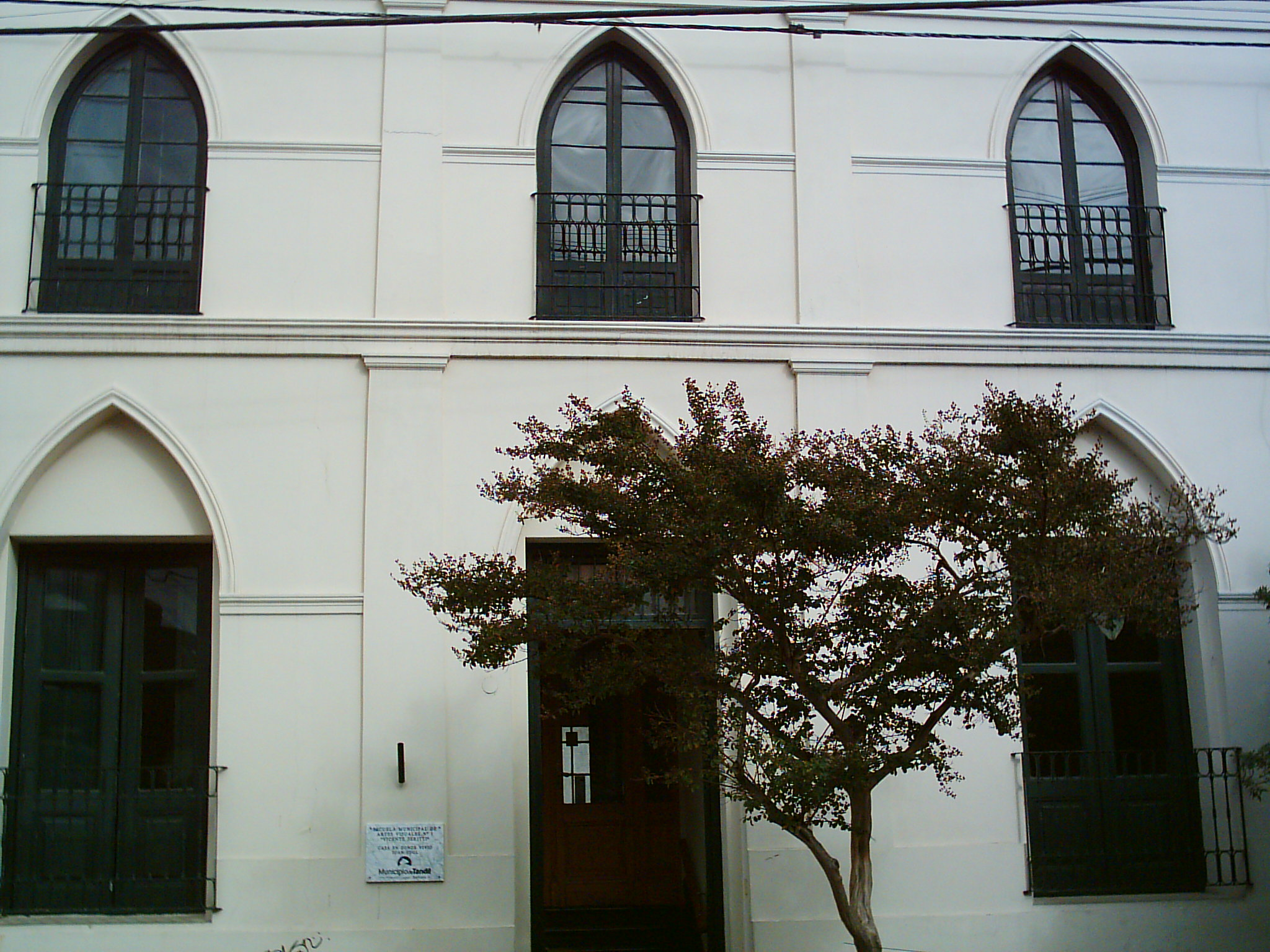
Casa on va viure.

Fugl i Jorgensen comercialitzaven els productes que portaven de Buenos Aires al camp a canvi de cuirs, plomes i truges, que al seu torn revenien en un restaurant de pops de Domínguez, qui els va contactar amb uns temporers dedicats a la sembra de blat. Aquests li venien faneques per a llavor, però Jorgensen es va fatigar d'aquesta vida i va tornar a Buenos Aires. Fugl exercia com a fuster o comprador de cuirs a Domínguez mentre esperava els resultats de la collita. El comandant Parelles li va aconseguir treball de fuster en l'estada de la família Gómez. Va ser rebut per Ignacio Gómez amb un advertiment:
| « | Si heu vingut a aquest país a viure, llavors confia en vostè mateix i no en els altres. A més ha de respectar i obeir a les autoritats, així al senyor jutge de pau el senyor Felipe Vela, a l'il·lustríssim alcalde Daniel Arana, al comandant Rosendo Parelles (...), al senyor tinent alcalde Ramón Zabala, i a mi que he estat batlle... | » |

El 1856, el llavors president de la Nació, Domingo Faustino Sarmiento, aprofitant la seva professió docent li va encarregar que fundés una escola a la ciutat, tasca que va finalitzar el 1857. Va ser la primera escola de la ciutat i per aquest motiu la hi va denominar Escola Número. 1, actualment l'Escola Número. 1 «Manuel Belgrano».
A la cantonada de Maipú, 9 de juliol de 1874 va establir, la primera fleca de la ciutat. La va construir ell mateix de forma contigua a casa seva. La part de davant mesurava vuitanta metres de llarg, les parets eren de color blanc, el sostre era d'estil colonial de teules vermelles i les finestres en forma d'ogiva de color verd. Allí va viure amb la seva esposa i una petita filla anomenada Valgerda.

### Inici de la construcció del molí hidràulic i primera visita a Dinamarca

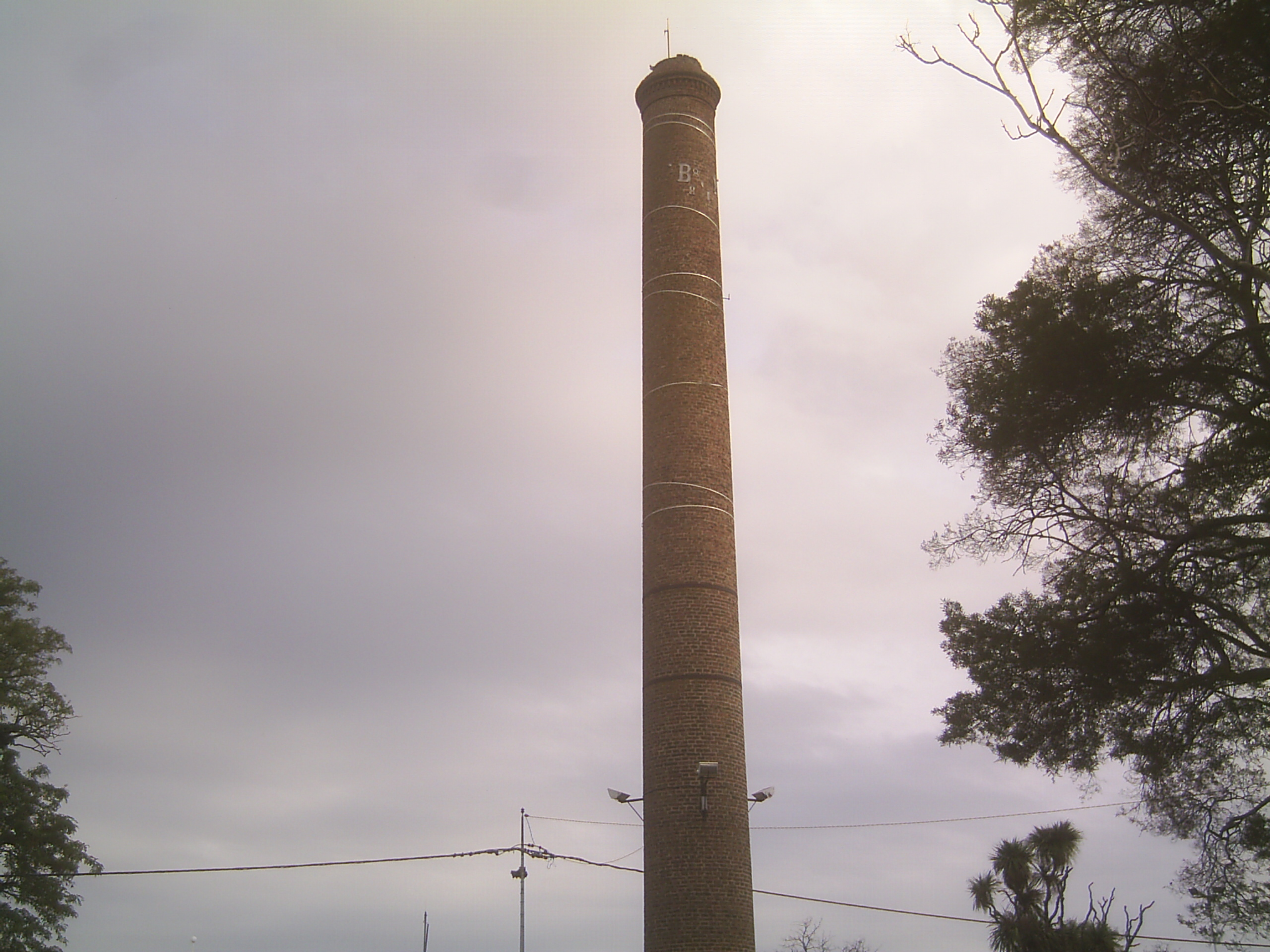
Vista del molí hidràulic.

El 1850 va iniciar la construcció d'un molí que va accionar amb energia hidràulica, alimentat amb l'aigua d'un rierol que creua la ciutat. Encara avui es conserva un sector de l'edifici. També va construir amb pedres extretes a cops de martell dels turons propers al primer molí tiratge amb mules, amb dos queixals amb les quals va realitzar la molta de cereal. Va viatjar a Dinamarca el 1858 per buscar eines i plànols per construir el futur molí. Allí va contreure matrimoni amb Dorothea, una neboda seva. Domínguez va quedar a càrrec de les propietats de Fugl durant la seva absència, que a aquesta altura ja incloïen diversos solars i granges.
El 1862 va construir un terraplè de terra i pedra amb l'objectiu que el corrent d'aigua posés en funcionament el molí. Va sorgir un inconvenient, una tempesta d'estiu va provocar una inundació i el desbordament del rierol va destrossar el treball de mesos, que va haver de ser iniciat novament. Una vegada en funcionament, es va satisfer la capacitat del molí. A la fi de 1862, el molí tenia una capacitat de molta de 1023 quilos de gra, però la ferreria va fallar, i va estar fos de servei fins a 1921, quan va ser reparat per la família Mustin.

### Últim període a Tandil
Va tornar el 1873 al costat de la seva esposa Dorothea i molts connacionals que van venir amb ell per intentar provar sort a la ciutat, per la qual cosa s'afirma que és el fundador de la primera colònia danesa en la localitat; actualment és una de les més grans del món. El matrimoni es va instal·lar en una casa contigua a la fleca. Diversos dels immigrants que van arribar amb ell es van radicar a Necochea i Tres Rierols, ciutats on diversos agricultors són danesos. Fugl els va ajudar al fet que es radiquin a la zona i que tinguessin la seva mateixa sort. Va ser criticat per brindar aquest tipus d'ajuda; en les seves memòries es pot llegir:
| « | .... és una experiència molt coneguda, que quan es vol ajudar o servir als altres, el pagament és el desagraïment no només dels que s'ajuda, sinó dels que estan pròxims ... i llavors és fàcil afirmar que "aquest boig podia no haver-se ficat, però volia fer-se notar" així m'ha passat en molts casos, i aquest viatge de tornada no va ser l'excepció ... | » |

Amb Fugl i la seva senyora van entrar al país setze persones; un només amb la seva família, els restants eren solters. Alguns van treballar amb ell com a peons a les seves granges o construint el molí.

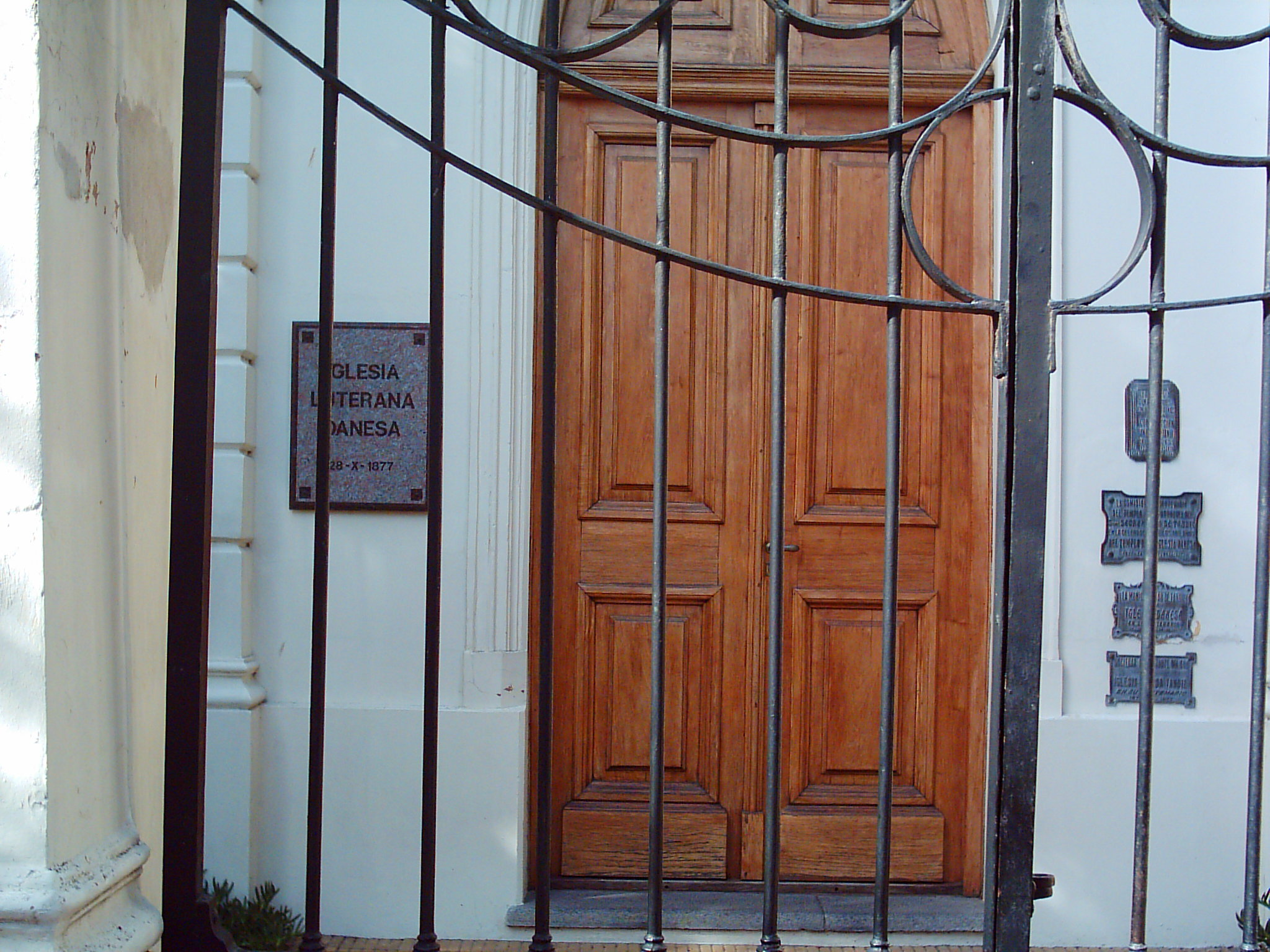
Part davantera de l'Església danesa de Tandil.

Amb el pas dels anys, els immigrants solters anaven a buscar a les seves núvies, les famílies i aquests als seus amics, la qual cosa va provocar un flux migratori entre els anys 1860 i 1870 entre els arxipèlags meridionals de Dinamarca i Tandil. Fugl els oferia algunes cases que posseïa en societat amb Filip Mackeprang (el rubre immobiliari va ser una altra font d'ingrés pels Fugl), els deixava diners o els donava recomanacions perquè aconseguissin una ocupació. Una de les persones que els brindava treball als immigrants que recomanava Fugl era Ramón Santamarina, futur company polític del danès.
Com els danesos que van arribar amb Fugl no consensuaven del tot amb la doctrina de l'Església Catòlica, van projectar la formació d'una Església Luterana en aquest país. Els primers oficis religiosos es van realitzar als domicilis particulars dels acabats d'arribar. Com no hi havia un pastor d'aquesta religió, era Fugl qui els presidia actuant com a ministre religiós en baptismes, casaments i sepelis. En 1870 li van sol·licitar al seu Rei que nom un pastor en aquest poble. La comanda es va complir amb l'arribada d'Oscar Meulengracht, qui va inaugurar en 1877 el temple d'aquesta religió al carrer Maipú 599, la seva ubicació actual.
El 1873 li va guanyar per un vot (360 a 359) a Ramón Santamarina i va assumir la intendència de la ciutat, sent el primer intendent d'origen danès de l'Argentina. A més, fins que va tornar al seu país natal, va ser jutge de pau, regidor i president de la Comissió d'Educació.
El 1890 va tornar a Dinamarca i es va radicar a Copenhaguen, en una vila de Østerbro a la qual va cridar «Vila del Tandil». Allí, va redactar les seves memòries als 73 anys i va prestar ajuda a tot aquell que va voler emigrar a l'Argentina.

### Trajectòria política i social
Les bones relacions, i alguns conflictes amb els membres del poder i pròspers comerciants ho van introduir en la política local, ajudat a més pel seu creixement econòmic i educació. El 1850 es va formar la primera Comissió Municipal de Tandil, explicant entre els seus membres a Narcís Domínguez com comissionat d'obres públiques.
L'any 1854 ja era membre de la Corporació Municipal i, al costat de Narcís Domínguez, van establir un servei de transport mitjançant diligència entre Tandil i la ciutat de Dolores.

L'any 1855 els malones van atacar la ciutat, per la qual cosa Fugl i Domínguez es van dirigir cap a l'estada "El Carmen" del general Eustoquio Díaz Vélez, el cap de milícies, exigint major protecció per al poble. Els pocs habitants del poblat, espantats, van optar per fugir a Dolores, ja que en aquells dies, donat les grans distàncies, la falta de comunicació i de camins adequats, l'arribada de la guàrdia nacional es produïa una vegada que els indis havien efectuat el malón. Fugl va declarar en aquesta ocasió:
| « | Al cap i a la fi, els soldats que van arribar no havien resultat molt millor que els salvatges, ja que en les cases abandonades que van trobar, van robar tot el que van poder i els fos útil. Resultava notori que la Guàrdia Nacional en general arribava després que els indis havien fet les pitjors destrosses. | » |

Si bé el vell general va iniciar conversacions per recompondre l'afeblida línia fronterera, a causa de la seva defunció, l'1 ja abril de 1856, va continuar la seva tasca el també veterà general Manuel Escalada, designat cap de l'exèrcit de la frontera Sud, qui recentment, el 15 de març de 1857, va signar un acord de pau amb el cacic major Catriel, altres cacics com Cachul, les seves famílies i altres capitans, aconseguint portar una pau temporal a Tandil.
Fugl, el 1857, va ser nomenat procurador municipal (el càrrec l'empoderava per reemplaçar al president de la Corporació davant una eventual defunció) i encarregat d'educació i obres públiques.
Tot i que la població de connacionals era important llavors, la majoria dels contactes que establia Fugl eren amb persones d'altres nacionalitats. Pedro Nielsen va ser el seu soci en una de les seves granges i va tenir la seva fleca llogada durant el temps que Fugl va tornar de visita a Dinamarca. Va ser garant en un crèdit a Manuel Eigler en la sucursal del Banc Província de la ciutat de Blava, perquè aquest pogués establir el seu magatzem de rams generals.

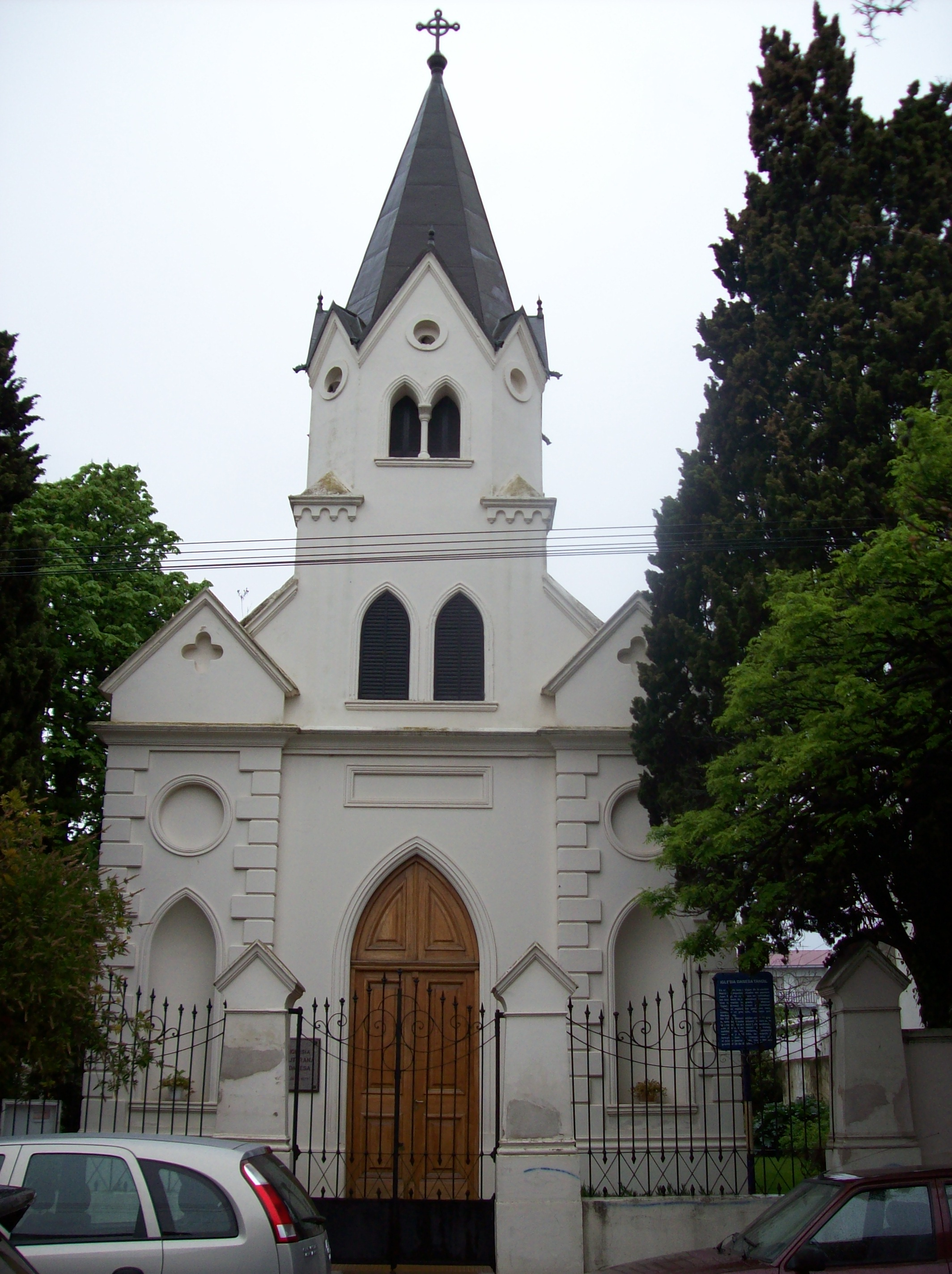
Església danesa de Tandil.

La seva esposa va anotar en el seu diari que Fugl va preferir minimitzar les relacions amb les seves connacionals. Va invocar en l'escrit amb freqüència les reunions amb la família Mackeprang, les trobades amb els Nielsen o els Mathiasen i la societat econòmica i política amb Eigler. Per als seus compatriotes, tanmateix, va servir de punt de referència com es va demostrar el 1868, quan el van nomenar president de la Societat Protestant que els danesos van formar juntament amb els anglesos i alemanys locals. El 1875, ja de retorn definitivament a Dinamarca, va intercedir davant les autoritats religioses perquè el nomenessin pastor per a l'església recentment conformada.
El 1873, va presidir al costat de Santamarina la llista del alsinismo —Alfonso Alsina—, incloent a Eigler i al basc Arabehety, i tenint com a contrapart a l'estancioner Gómez, al coronel Machado (un conegut de la dècada de 1860) i a Moisés Jurado (van compartir llista a les eleccions municipals de dècades anteriors), els qui representaven al mitrisme. Per a aquests comicis, la societat estava dividida en dues parts contraposades, generant conflictes entre persones que semblaven alineades fins llavors. Es creu que Ramón Santamarina va atreure la majoria dels vots gràcies al seu poder econòmic, però Fugl i Eigler van fer la seva part. El resultat final va ser de 350 vots per als alineats amb Alsina contra 317 pels de Mitre, encara que una altra font diu que els resultats van ser: 360 vots per Fugl, 359 per Santamarina, 317 per a Jurado, 313 per a Figueroa i 303 per a Juan Prado. Les causes per la qual els danesos van votar a la llista alsinista poden ser degut a nombrosos favors que Fugl li va fer. El 1871 va revisar que tots els títols de propietat de les granges estiguessin en regla per complir una disposició provincial de 1871 que ho exigia. El 1873 va apel·lar a les autoritats provincials perquè desplacessin al director del Banc Província de la sucursal de Tandil, el coronel Machado, per atorgar crèdits solament als seus amics. El coronel ocupava el càrrec des de la creació de la sucursal el 1872. Est va ser el seu últim acte polític abans del seu retorn definitiu al seu país natal.

## Matrimoni i vida familiar
Quan va tornar de visita al seu país natal, Fugl es va trobar amb que els seus pares havien mort i que les epidèmies que assotaven la zona havien acabat amb les vides de diversos nebots. Durant aquest període que va estar de visita a Dinamarca, Fugl es va allotjar en la granja de la seva germana Anne Kristine Fugl i el seu cunyat Hans Larsen Sangskor. Amb Anne Kristine l'assumpte havia estat diferent, les dues filles majors havien contret matrimoni amb grangers de la zona i havien tingut descendència. Dorothea era la filla menor, per la qual cosa havia estat triada per cuidar als seus pares, la qual cosa li impedia casar-se. Va tenir llargues converses durant la nit amb la fins llavors neboda. El tema de conversa predilecte de la jove era els seus desitjos de conèixer el món, en contra dels desitjos dels seus pares i germans, que deien que havia de fer-se càrrec dels seus progenitors fins a les seves defuncions i després contreure matrimoni amb un vilatà. En contra d'aquest mandat, la jove es va casar amb el seu oncle el 25 de juny de 1859 tenint vint-i-un anys i es va mudar a l'Argentina, canviant radicalment la seva destinació.
A finalitats de l'estiu de 1860, el matrimoni va tornar a l'Argentina, arribant el 2 de març i perllongant-se la seva estada fins a l'any 1875, data en la qual van tornar definitivament a Dinamarca. El matrimoni es va manejar d'una manera tradicional per a aquesta època. El marit, amb una estada anterior de dotze anys a la zona, tenia obligacions polítiques, econòmiques i socials que ho obligaven a estar fos de la seva llar durant perllongats períodes. Ella s'encarregava de les tasques de la llar i del sustento d'una vida familiar forta, la qual cosa va derivar en una reclusió més accentuada en la seva llar. No obstant això, fins que va néixer el primer fill, va acompanyar al seu espòs en la vida social. Sortien a caminar pels turons amb amics i celebraven reunions religioses, entre altres activitats.
Durant aquests anys Fugl va ser jutge de pau, regidor i president de la Comissió d'Educació. En nombroses ocasions el Coronel Benito Machado, comandant de la frontera sud, els convidava a sopar, a mirar el cors des de la finestra de la llar de Narcís Domínguez, el poper (en castella: pulpero) local amb qui va compartir el govern municipal o a participar en les festes del 25 de maig.

### Fills
Al novembre de 1860 va néixer el seu primer fill. Aquest fet va provocar que Dorothea no pogués dedicar-se de ple a la vida social, com va ocórrer el 25 de maig de 1861 quan va escriure:
| « | Com desitjava estrenar aquell barret que la senyora Sommer m'havia enviat per correu en el paquet amb les compres de Buenos Aires! Al darrer moment el nen es va posar dolent i Fugl se'n va haver d'anar sense mi. | » |

El nen es va dir Hans Cristiano i va anar l'únic home de la família. La seva mare es va dedicar a la criança i protecció del nen, així com de les seves germanes que vindrien posteriorment i el pare a l'educació i disciplina. El petit va assistir a l'escola d'homes de Tandil però, a pesar que els seus pares van participar en la formació de les escoles locals (ell com a encarregat de la comissió d'educació i ella com a Inspectora Corresponsal de la Societat de Beneficència a càrrec de l'escola de nenes), el seu pare afirmava que l'educació que el seu fill podia rebre al poble era precària i deficient. Ell mateix reforçava les classes. Així és com van decidir enviar a Hans a Copenhaguen, perquè rebés allí l'educació secundària. L'abril del 1871 van emprendre el retorn a Dinamarca, que els pares i germans de Dorothea estaven esperant. El juliol de 1865, data en la qual ja havia nascut Meéta, va néixer Anne Kristine, homenatjant a l'àvia materna, però es va contagiar de tos ferina i va viure només dotze dies. En 1866 va néixer Elena, amb dificultats intestinals, però va aconseguir sobreviure. En 1868 una altra mort els va tornar a copejar segons expressa la mare:
| « | Avui va néixer la nostra quarta filla, sana i forta però amb poc desig de mamar. Estava molt quieta i dormint. Però llavors va venir el mal dels set dies amb rampes horroroses, fins que per fi va expirar. Mai podré oblidar la seva petita i tan suau maneta, que s'aferrava al meu dit i la seva boqueta que empal·lidia davant l'atac de tos. Fugl la va batejar amb el nom de Hulfrida. | » |

En 1868 va néixer una altra nena, a la qual van tornar a batejar com Hulfrida, seguint la tradició de l'època, però solament va viure poc més d'un any. A Dinamarca va morir Meéta amb vuit anys, víctima d'una epidèmia de diftèria que afectava a l'illa. Un mes després va succeir el mateix amb Elena, contagiada de la seva germana. L'abril del 1872 va néixer Valgerda concebuda en una «època de dubtes, tristesa i confusions». Dorothea va reaccionar moderadament davant la defunció de les seves filles. Fugl, al contrari, amb molta tristesa i dolor, segons va expressar quan va morir la segona Hulfrida:
| « | Quan vam perdre a les dues nenes amb només poc dies de vida em semblava que era el més trist que m'havia passat i em podria passar, però ara sentia que era molt més difícil separar-se de la petita Hulfrida, que entenia el nostre amor i se sentia estimada per tots. | » |

La seva fe religiosa va estar en dubte sobretot amb les morts de Meéta i Elena. Se suposa que Fugl recordava aquelles experiències mentre que Dorothea es distreia redactant un diari, activitat que va interrompre durant la visita a Dinamarca i que va reiniciar en 1875, ja de retorn definitiu a Copenhaguen. L'única referència que va fer respecte a l'epidèmia de diftèria va ser quaranta anys després de succeït, quan va escriure:
| « | Va ser una gran alegria al retorn trobar als meus estimats pares i germana, però poc després la meva felicitat va ser entelada per la punyent pèrdua de les nostres dues estimades filles: Meeta i Elena (...) encara que prefereixo no referir-me als detalls que de tota manera no m'és possible oblidar. | » |

## Defunció

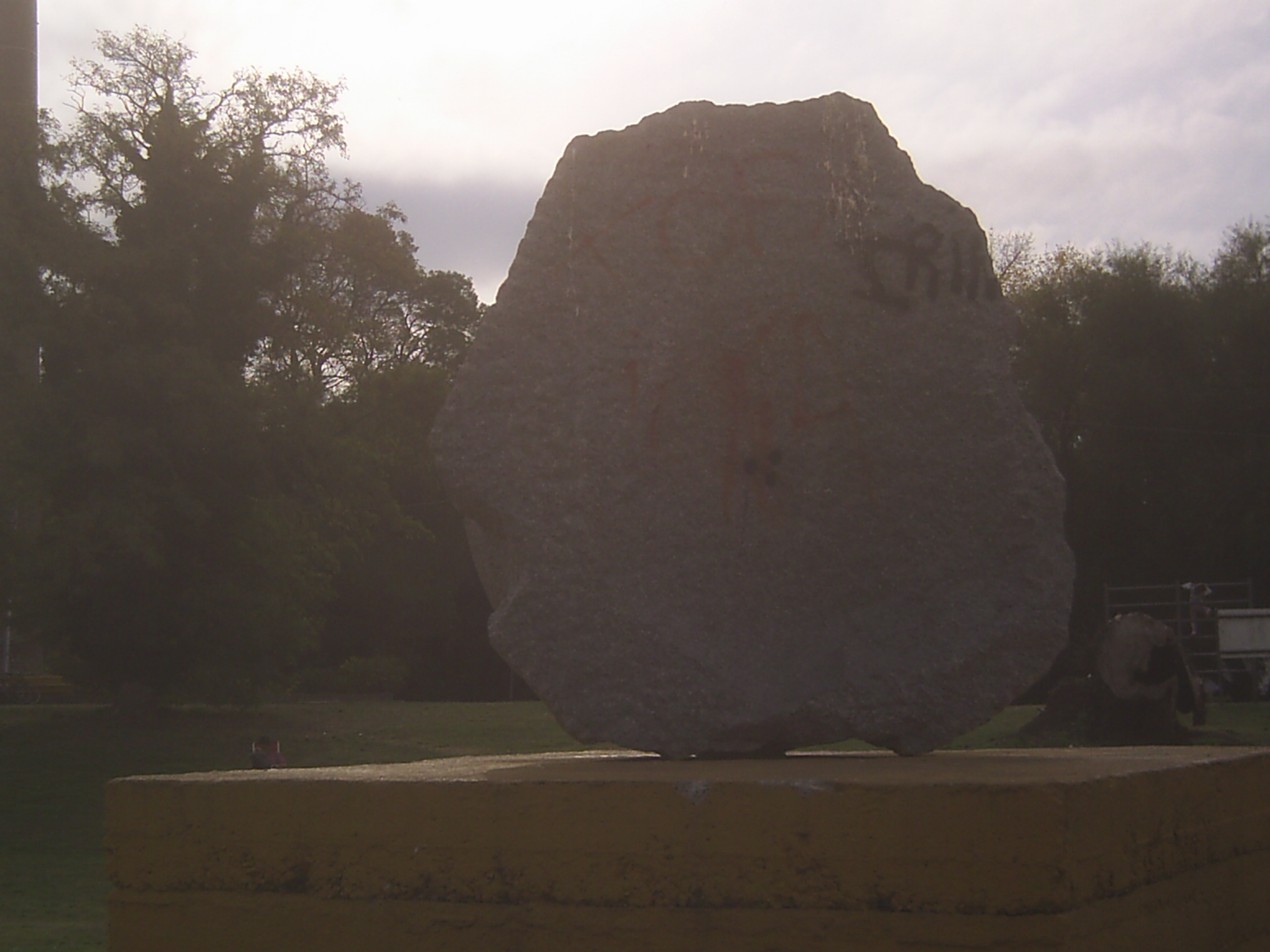
Queixal del molí.

Fugl va patir a la seva vellesa atacs de càlculs biliars (Colelitiasi). El 15 de gener de 1900 després d'esmorzar va tenir mal al costat dret del seu cos i va vomitar en diverses ocasions. La família li va brindar assistència bàsica mitjançant draps calents i dosis d'opi esperant l'arribada d'un metge. Va estar amb aquests símptomes durant dies fins que es va alleujar la malaltia però van aparèixer altres mals al ventre i singlot. El dia 25 d'aquest mes va arribar el desenllaç quan la respiració es va fer cada vegada més lenta i el pols va començar a aturar-se. Va morir a les 21:30. El seu enterrament va ser el 31 de gener, prèvia cerimònia religiosa a l'església de Frederiksberg.

## Llegat i homenatges
A l'Argentina es conserven les seves memòries, on va escriure en un paràgraf:
| « | per això lliuro aquests quatre toms i els poso a la seva disposició, perquè els conservi després que jo desaparegui | » |

A la ciutat de Tandil es conserven els queixals de pedra que va fabricar, el seu monument amb vista al Llac del Fort inaugurat el 1964, davant la presència de la princesa Benedicta de Dinamarca. 

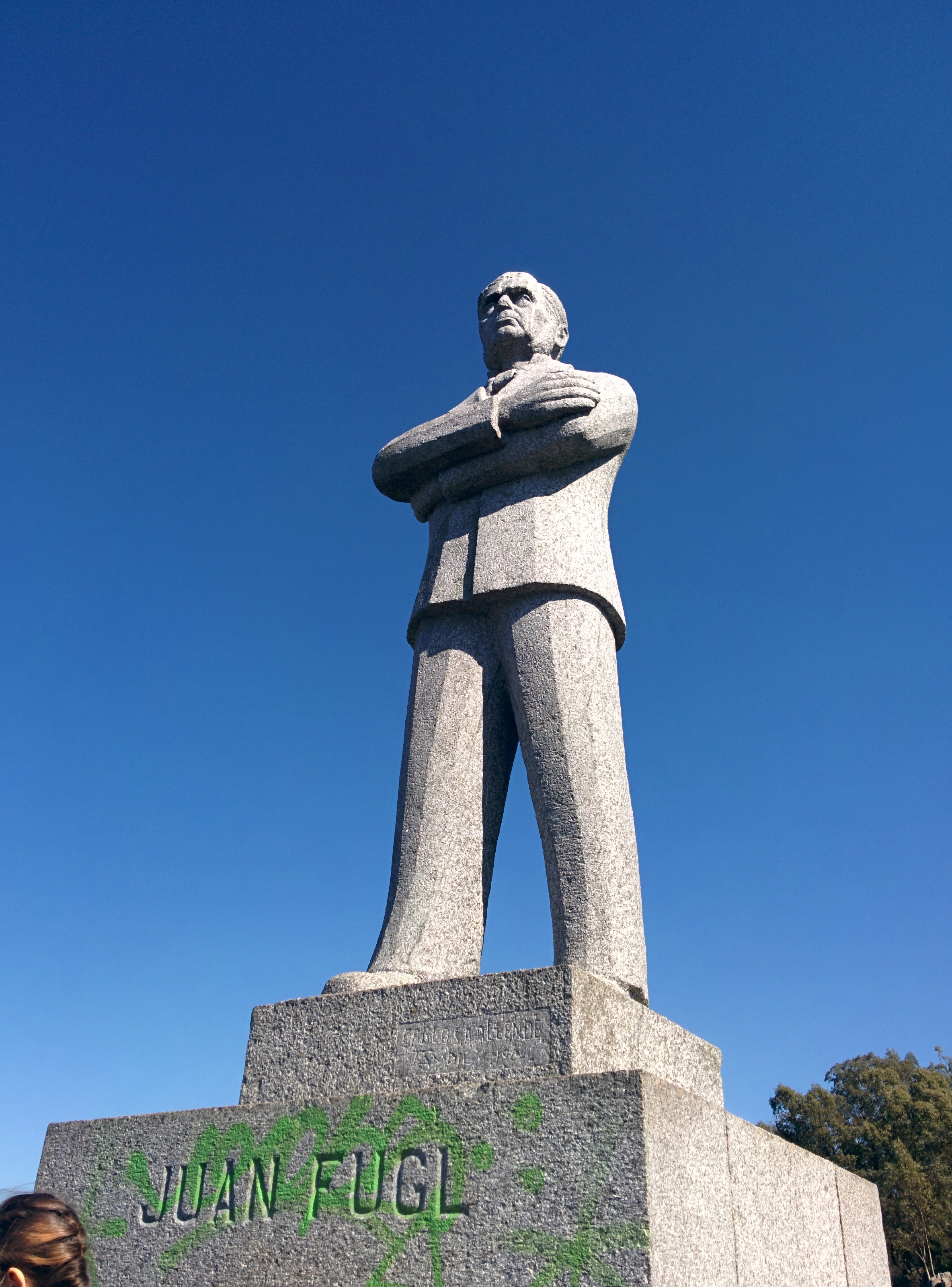
Monument que es troba enfront del llac del Fort. Ciutat de Tandil, Buenos Aires, Argentina

La casa on va viure va ser ensorrada per qüestions de seguretat i un carrer de la ciutat porta el seu nom. A Dinamarca queda la seva tomba al cementiri Garnison de Copenhaguen, a la - Zona L – 7ª. fila – 5ª tomba -